# Мигелополис
Мигелополис (порт. Miguelópolis)  —  муниципалитет в Бразилии, входит в штат Сан-Паулу. Составная часть мезорегиона Рибейран-Прету. Входит в экономико-статистический  микрорегион Сан-Жоакин-да-Барра. Население составляет 19 979 человек на 2007 год. Занимает площадь 826,889 км². Плотность населения — 24,4 чел./км².
Праздник города —  14 января.

## История
Город основан в 1944 году.

## Статистика
- Валовой внутренний продукт на 2003 составляет 256.831.850,00 реалов (данные: Бразильский институт географии и статистики).
- Валовой внутренний продукт на душу населения на 2003 составляет 13.061,02 реалов (данные: Бразильский институт географии и статистики).
- Индекс развития человеческого потенциала на 2000 составляет 0,791 (данные: Программа развития ООН).

## География
Климат местности: тропический.